# 그랜드뷰 (워싱턴주)

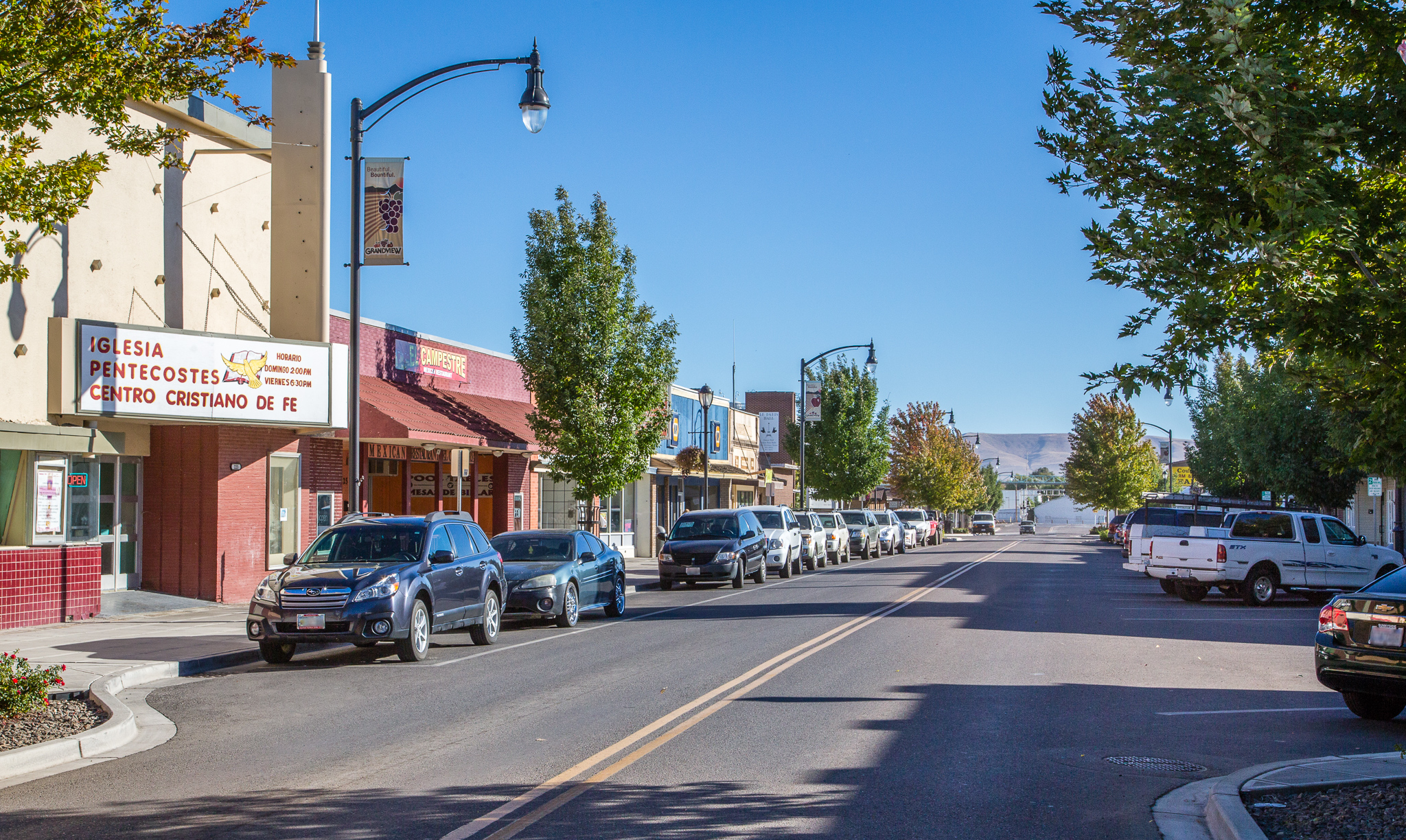

그랜드뷰(Grandview)는 미국 워싱턴주 야키마 군에 있는 도시다. 2010년 인구는 8,377명이다. 도시 동쪽에는 인터스테이트 82 고속도로와 유에스 루트 12 도로가 있다. 서북쪽에는 서니사이드(Sunnyside)가 있고, 남서쪽에는 프로서(Prosser)가 있다.

## 인구
| 인구조사              | 인구   | Note  | %±     |
| --------------------- | ------ | ----- | ------ |
| 1910년                | 320    |       | —      |
| 1920년                | 1,011  |       | 215.9% |
| 1930년                | 1,085  |       | 7.3%   |
| 1940년                | 1,449  |       | 33.5%  |
| 1950년                | 2,503  |       | 72.7%  |
| 1960년                | 3,366  |       | 34.5%  |
| 1970년                | 3,605  |       | 7.1%   |
| 1980년                | 5,615  |       | 55.8%  |
| 1990년                | 7,169  |       | 27.7%  |
| 2000년                | 8,377  |       | 16.9%  |
| 2010년                | 10,862 |       | 29.7%  |
| 2019 (추산)           | 11,078 | [ 1 ] | 2.0%   |
| U.S. Decennial Census |        |       |        |